# 2018-as labdarúgó-világbajnokság-selejtező (interkontinentális pótselejtezők)
A 2018-as labdarúgó-világbajnokság selejtezőjében interkontinentális pótselejtezőt kellett játszania négy csapatnak. A két párosítás győztese jutott ki a világbajnokságra. A párosításokat 2015. július 25-én sorsolták Szentpéterváron.

## Sorsolás
Az alábbi négy válogatott játszott pótselejtezőt:
| Konföderáció                | Csapat     |
| --------------------------- | ---------- |
| ázsiai 5. helyezett         | Ausztrália |
| észak-amerikai 4. helyezett | Honduras   |
| dél-amerikai 5. helyezett   | Peru       |
| óceániai csoport győztese   | Új-Zéland  |

A párosítások résztvevői oda-visszavágós mérkőzést játszottak egymással. A párosításokban az összesítésben jobbnak bizonyuló egy-egy csapat jutott ki a világbajnokságra.

## Mérkőzések
A mérkőzéseket 2017 novemberében játszották.

### CONCACAF – AFC
| 1. csapat | Össz.Tooltip Aggregate score | 2. csapat  | 1. mérk. | 2. mérk. |
| --------- | ---------------------------- | ---------- | -------- | -------- |
| Honduras  | 1–3                          | Ausztrália | 0–0      | 1–3      |

| 2017. november 10. 16:00 (UTC–6) |

| Honduras | 0–0         | Ausztrália |
| -------- | ----------- | ---------- |
|          | Jegyzőkönyv |            |

| Estadio Olímpico Metropolitano, San Pedro Sula Nézőszám: 38 000 Játékvezető: Daniele Orsato (olasz) |

| 2017. november 15. 20:00 (UTC+11) |

| Ausztrália                                | 3–1               | Honduras   |
| ----------------------------------------- | ----------------- | ---------- |
| Jedinak 54' 72' (11-esből) 85' (11-esből) | (0–0) Jegyzőkönyv | Elis 90+4' |

| Stadium Australia, Sydney Nézőszám: 77 060 Játékvezető: Néstor Pitana (argentin) |

### OFC – CONMEBOL
| 1. csapat | Össz.Tooltip Aggregate score | 2. csapat | 1. mérk. | 2. mérk. |
| --------- | ---------------------------- | --------- | -------- | -------- |
| Új-Zéland | 0–2                          | Peru      | 0–0      | 0–2      |

| 2017. november 11. 16:15 (UTC+13) |

| Új-Zéland | 0–0         | Peru |
| --------- | ----------- | ---- |
|           | Jegyzőkönyv |      |

| Wellington Regional Stadium, Wellington Nézőszám: 37 034 Játékvezető: Mark Geiger (amerikai) |

| 2017. november 15. 21:15 (UTC-5) |

| Peru                 | 2–0               | Új-Zéland |
| -------------------- | ----------------- | --------- |
| Farfán 27' Ramos 65' | (1–0) Jegyzőkönyv |           |

| Estadio Nacional, Lima Játékvezető: Clément Turpin (francia) |